# Hanna Hilton
Hanna Hilton (født 31. oktober 1984 i Brookville, Indiana) er en tidligere amerikansk pornoskuespillerinde. Hun forlod pornoindustrien i 2009.

## Awards
- 2006: Twistys Threat of the Month November[2]
- 2006: Penthouse-Pet December
- 2008: Booble Girl of the Month Juli[3]
- 2009: Wrestlinginc Girl of the Month April[4]

## References
1. ↑  Adult Film Index (fra Wikidata).
2. ↑  "AVN – Hilton is November Twistys Treat". Arkiveret fra originalen 9. juli 2011. Hentet 26. februar 2011.
3. ↑  "AVN – Hanna Hilton Named Winner for July Booble Girl of the Month". Arkiveret fra originalen 13. oktober 2012. Hentet 26. februar 2011.
4. ↑  "AVN – Hanna Hilton Named WrestlingInc.com Girl of the Month". Arkiveret fra originalen 30. august 2011. Hentet 26. februar 2011.